# Années 320
Les années 320 couvrent la période de 320 à 329.

## Événements

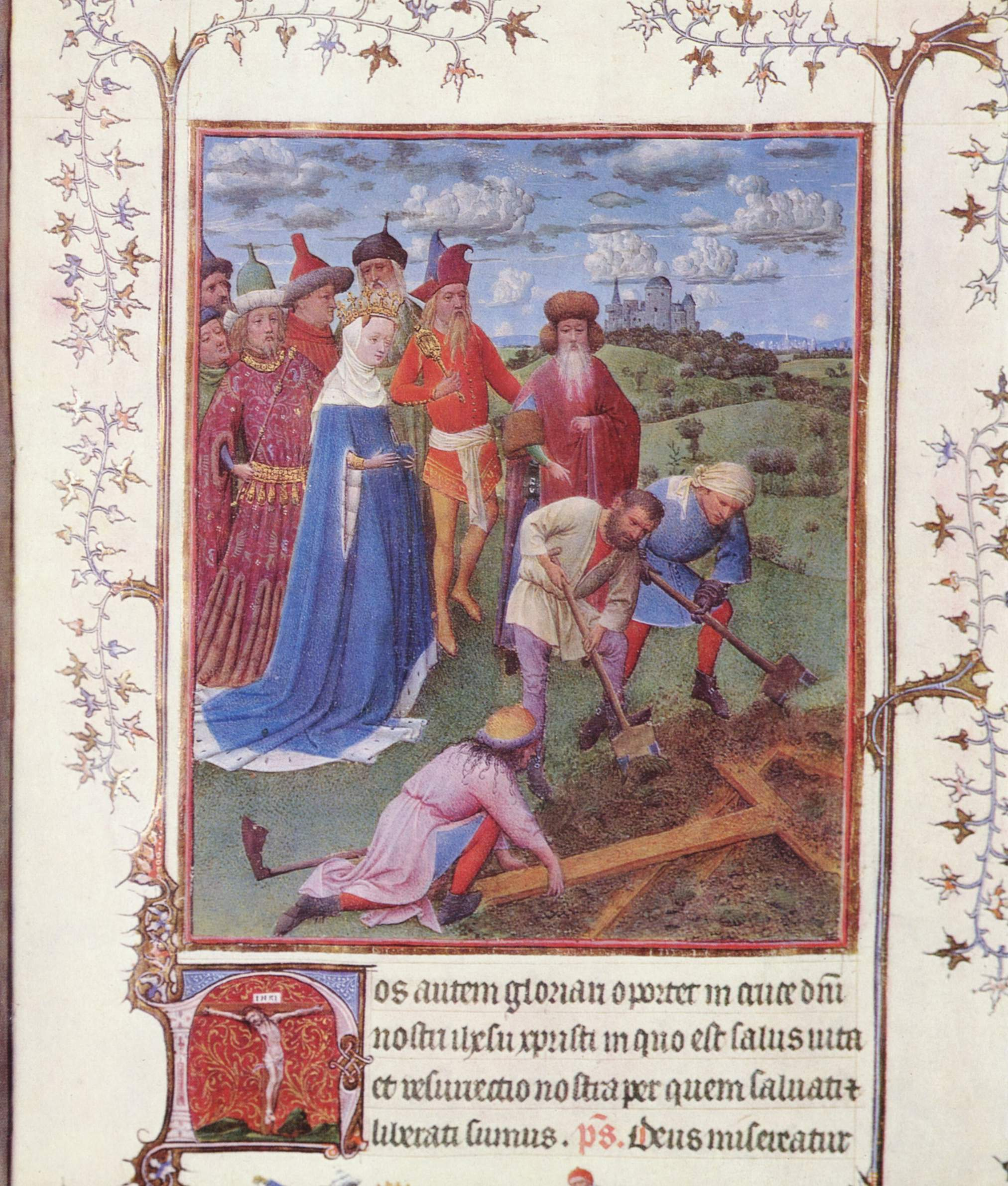
L'Invention de la Croix, enluminure de Jan van Eyck, Très Belles Heures de Notre-Dame (Turin-Mailänder Gebetbuch), 1422-1424.

- Vers 319-335 : règne en Inde de Chandragupta Ier râja Gupta du Magadha. Début de l'ère Gupta (26 février 320)[1].
- Vers 320-325 : fin du règne du roi d’Aksoum Ella-Amida en Éthiopie. Son fils mineur Ezana lui succède, sous la régence de sa mère et règne jusqu'en 390[2].
- 321 :
  - Constantin accorde la liberté de culte aux Donatistes d'Afrique du Nord[3].
  - début de la persécution du paganisme sous Constantin[4].
- 322-323 : Constantin assure personnellement la protection du Danube. Il bat les Sarmates et les Goths[5].
- 324 : Constantin réunifie l'empire romain après sa victoire sur Licinius[5].
- 325 : Ier concile de Nicée[5]. Il affirme la consubstantialité du Père et du Fils et condamne l'arianisme, doctrine d'Arius qui conteste le dogme de la Trinité et affirme que le Christ ne possède qu’une divinité secondaire, qu’il n’est pas « de même nature que le Père »[6].
- Vers 325 : en Perse, un synode réuni par Shapur II fixe le texte de l’Avesta, perdu depuis la conquête d’Alexandre et reconstitué à partir de traditions orales[7].
- Vers 325 : début de la dynastie des Pallava dans le Sud-Ouest de l'Inde (fin en 897)[8].
- 325-326 : Constantin Ier écrit une lettre au roi des Perses Shapur II dans laquelle il se présente comme le protecteur des chrétiens[9].
- 326-327 : pèlerinage à Jérusalem de l'impératrice Hélène, mère de Constantin Ier[5].
- 328 : campagne de Constantin sur le Danube et construction d’un pont sur le Danube. Dernier séjour de Constantin à Trèves[5].

## Personnages significatifs
- Athanase d'Alexandrie
- Chandragupta Ier
- Constantin Ier
- Crispus
- Eusèbe de Césarée
- Ezana
- Hélène (mère de Constantin)
- Pacôme le Grand